# Tityus paulistorum
Espèce
Tityus paulistorum est une espèce de scorpions de la famille des Buthidae.

## Distribution
Cette espèce est endémique de l'État de São Paulo au Brésil. Elle se rencontre dans le Cerrado.

## Étymologie
Son nom d'espèce lui a été donné en référence au lieu de sa découverte, l'État de São Paulo.

## Publication originale
- Lourenço & da Silva, 2006 : « A reappraisal of the geographical distribution of the complex Tityus confluens Borelli, 1899 (Scorpiones: Buthidae) with the description of a new species. » Entomologische Mitteilungen aus dem Zoologischen Museum Hamburg, vol. 14, no 174, p. 307-320.